# بریتا فیلیپس
بریتا فیلیپس (به انگلیسی: Britta Phillips) (زادهٔ ۱۱ ژوئن ۱۹۶۳) خواننده-ترانه سرا و بازیگر آمریکایی است. از فیلم‌هایی که او در ان بازی کرده است، می‌توان به رضایت اشاره کرد.